# 苯并［ghi］苝
苯并[ghi]苝是一种稠环芳香烃，化学式为C22H12。北海道石為此化合物的天然結晶礦物。

## 合成与反应
苯并[ghi]苝可由苝和硝基乙烯在1,2-二氯苯中于175 °C反应制得。
它和溴在铁存在下于二氯甲烷中反应，可以得到3,8-二溴苯并[ghi]苝。